# عالم الست وهيبة (مسلسل)
عالم الست وهيبة هو مسلسل تلفازي عراقي عرضت أول حلقة منهُ في عام 1997 بعدها توقف عرض المسلسل لأسباب سياسية، لكن اعيد بث المسلسل في صيف عام 1998. 
المسلسل من بطولة فوزية عارف وعبد الستار البصري ومكي عواد وغالب جواد وسمر محمد وبهجت الجبوري ومن إخراج فاروق القيسي وتأليف صباح عطوان. قصة المسلسل تتكلم عن الممرضة وهيبة وعالمها في بغداد إبان عقد التسعينات ويركز قصة المسلسل عن معاناة العراقيين أثناء تلك الفترة من الحصار الاقتصادي على العراق. تم عمل جزء ثاني للمسلسل عرض في آذار 2024 أثناء شهر رمضان.

## سبب إيقاف العرض
صرح الممثل ستار البصري (ممثل شخصية عبود الضامن) ان سبب وقف عرض المسلسل عام 1997 هو ذكر جملة (عبود دمر الاقتصاد الوطني) إسم "عبود" انذاك المقصود به هو صدام حسين لكن بطريقة غير مباشرة. لاحقا في عام 1998 استئنف عرض المسلسل.
في 18 مارس 2024 أوقف القضاء عرض الموسم الثاني من المسلسل بناء على الدعوى المقامة من قبل المؤلف صباح عطوان على الشركة المنتجة للمسلسل وقناة utv لأنه لم يحصل على مستحقاته المالية باعتبارها حقوق المؤلف. كما طالبت العديد من القوى السياسية وبعض نواب البرلمان العراقي بوقف عرضه كونه يتضمن إساءات للرموز الدينية.  لاحقا استئنف عرض المسلسل بعد عدة ايام فقط.

## الممثلون

### الجزء الأول
- فوزية عارف بدور الست وهيبة
- مازن محمد مصطفى بدور فؤاد
- سامي قفطان بدور بدر الغافل
- ميس كمر بدور وصال
- بيداء رشيد   بدور أميرة
- عبد الستار البصري بدور عبود الضامن
- فوزية حسن بدور نسيمة
- عواطف السلمان بدور فهيمة
- مكي البدري بدور عثمان
- عبير فريد بدور فائزة
- ابتسام فريد بدور وداد
- بهجت الجبوري بدور توفيق
- تمارا محمود بدور سحر
- هاني الانصاري بدور غسان
- سمر محمد بدور زمزم
- مكي عواد بدور نواف
- الفنانة شعاع بدور إيناس
- غالب جواد بدور مهيدي
- الطفل فريد كريم بدور ستار
- أمل طه بدور الحجية فتنة
- حاتم سلمان بدور چمالة
- صبحي العزاوي بدور قدري
- خليل إبراهيم بدور حمادي
- إحسان دعدوش بدور حسيب
- آلاء شاكر بدور ربا
- عادل عثمان بدور المقدم كامل
- محمد طعمة التميمي بدور المعاون
- فلاح عبود بدور عريف عبد الصاحب
- أحمد شكري العقيدي بدور ملازم اول نزار
- عز الدين طابو بدور حويدر أبو جمرة
- زهير محمد رشيد بدور علاء
- طالب الربيعي بدور صبحي الاگرع
- صاحب نعمة
- أحمد طعمة التميمي بدور الممرض
- إيمان ذياب
- سعاد كرم بدور نرجس في المستشفى

### الجزء الثاني
- فوزية عارف بدور الست وهيبة
- غالب جواد بدور مهيدي
- زهير محمد رشيد بدور علاء
- طالب الربيعي بدور صبحي الاگرع
- مجد الخضر بدور جابر
- سامي قفطان بدور بدر الغافل
- براء الزبيدي بدور وهيبة
- عبد الستار البصري بدور عبود الضامن
- فوزية حسن بدور نسيمة
- محمد اياد راضي بدور شهاب
- سمر محمد بدور زمزم
- علي عبد الحميد بدور ستار
- خليل إبراهيم بدور حمادي
- إحسان دعدوش بدور حسيب
- علاء الابراهيمي بدور الرائد عمران
- طلال هادي بدور السمين
- عامر العمري بدور خالد سكرتير بدر
- حسن هادي بدور مفيد ابن بدر
- سولاف جليل بدور سحر
- طه المشهداني بدور احسان
- نجلاء فهمي بدور أميرة
- ثامر الشطري بدور غسان
- بتول كاظم بدور ام محمود
- احمد شنيشل بدور محمود
- ساندي جمال بدور وصال
- زمن علي بدور عماد
- محمد البصري بدور جلال
- كعكي بدور ملازم فراس
- نور ضياء بدور اسراء
- سيف معتز
- علي صبيح بدور عماد
- باسم البغدادي
- نبأ حسن بدور نور
- اشرقت غانم
- اثير نجم